# Samia ricini
Samia ricini, il bombice del ricino, è una specie di insetto, membro della famiglia Saturniidae che comprende le falene giganti della seta. Questa falena è un poliibrido addomesticato allevato per secoli per la seta che produce.
Il nome si basa sulla pianta ospite utilizzata per nutrire i bruchi, il ricino. Questa falena deriva da diverse specie del genere, tra cui Samia cynthia e Samia canningi.

## Galleria d'immagini

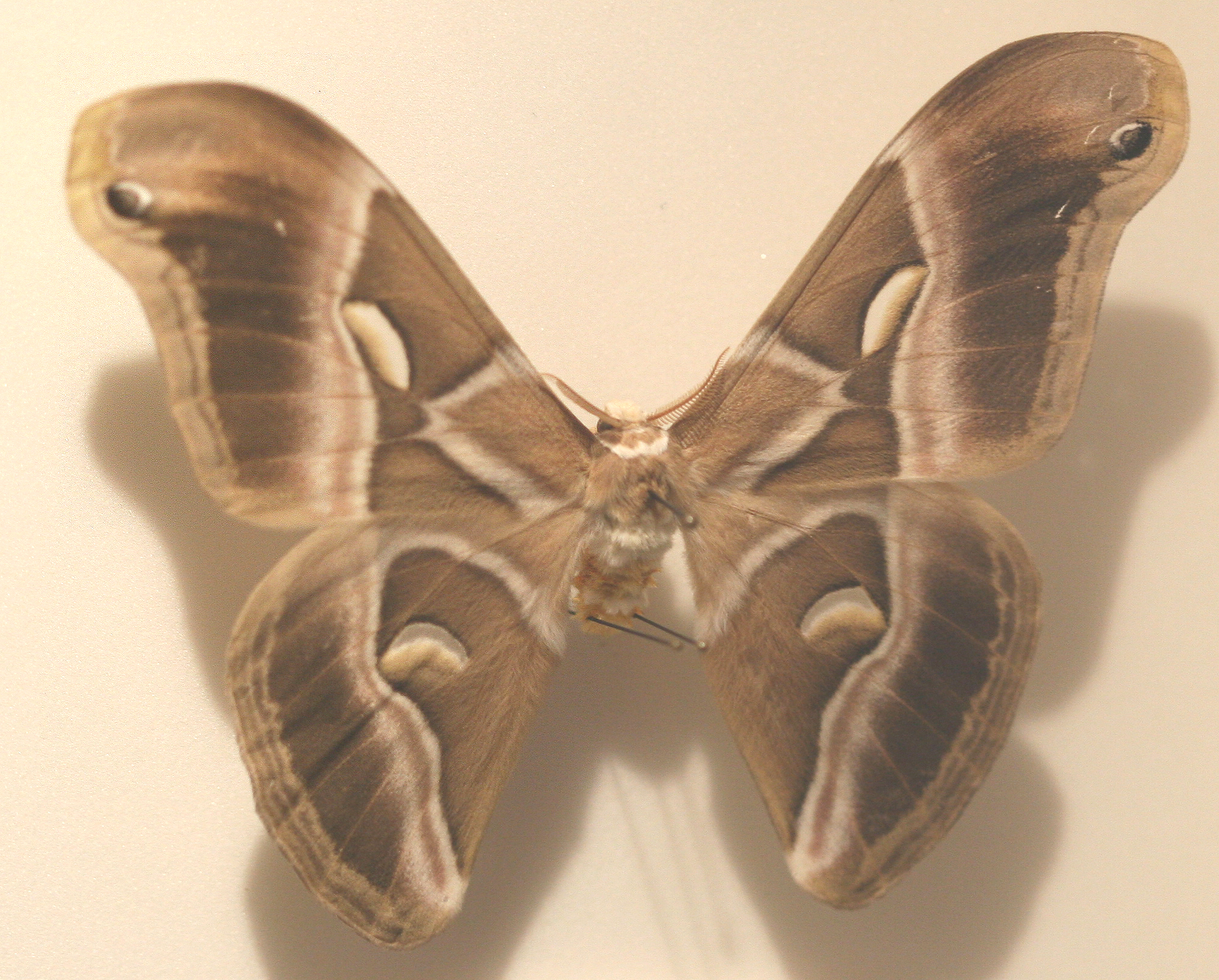
Bombice del ricino
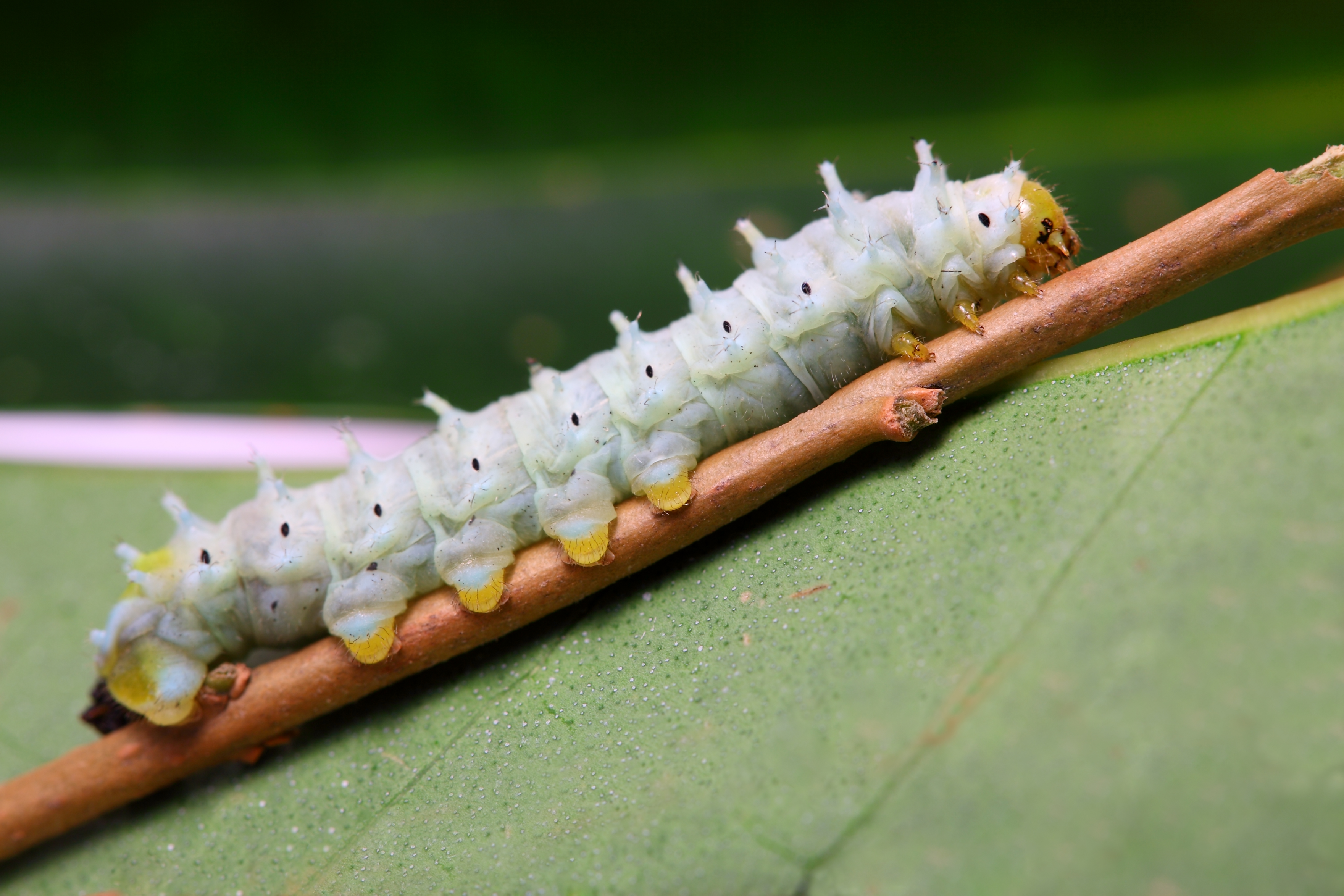
Baco della seta Eri
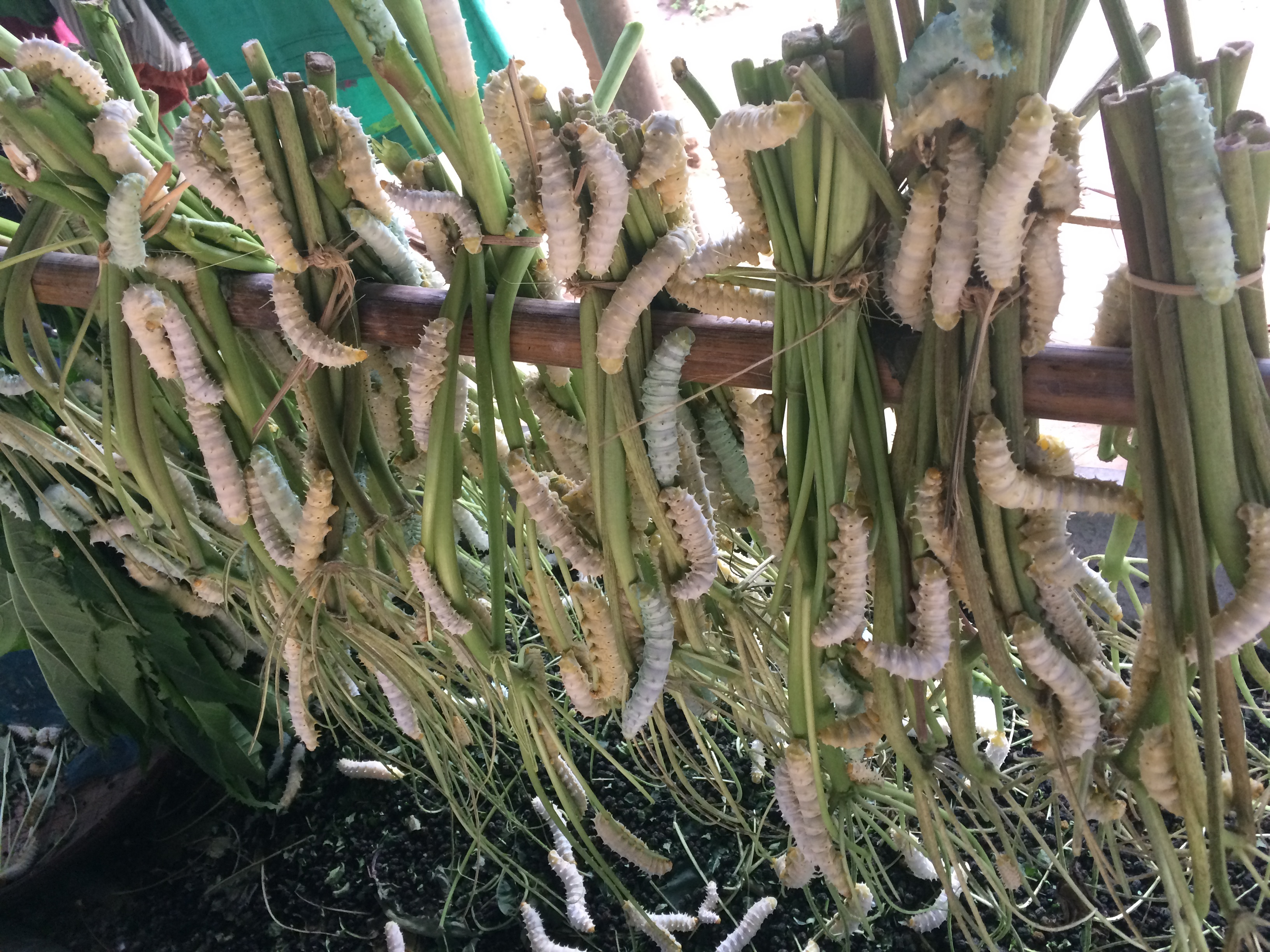
Allevamento di bombici del ricino